# Bellevalia mauritanica
Bellevalia mauritanica är en sparrisväxtart som beskrevs av Auguste Nicolas Pomel. Bellevalia mauritanica ingår i släktet Bellevalia och familjen sparrisväxter. Inga underarter finns listade i Catalogue of Life.